# ロチェスター駅
ロチェスター駅（英語：Rochester Station）は、ニューヨーク州ロチェスター セントラル・アヴェニュー320にある駅。 

## 利用可能な鉄道路線／列車
アムトラック：
エンパイア回廊
アムトラックの停車する列車は下記の通り。
シカゴとニューヨーク／ボストン間の夜行長距離列車レイクショア・リミテッド号…1日1往復停車（当駅にはシカゴ-ニューヨーク間・シカゴ-ボストン間の編成とも停車  オールバニ・レンセラー駅にてニューヨーク編成&ボストン編成と 連結/切り離し）
トロントとニューヨーク間の昼行国際列車メープルリーフ号…1日1往復停車
ニューヨーク州ナイアガラフォールズとニューヨーク間の昼行中長距離列車エンパイア・サービス…1日2往復停車（ナイアガラフォールズ (ニューヨーク州)まで運行する便が当駅に停車）